# سيسنا سايتايشن 5
سيسنا سايتاشن خمسة (وتسميها الشركة بالطراز 560) هي طائرة تجارية توربينية مروحية متوسطة الحجم بنتها شركة سيسنا في ويتشيتا بولاية كنساس. تطوير من طراز سايتاشن الثاني من سلسلة والتي تطورت إلى نماذج الترا سايتايشن ، سايتايشن أونكور وسايتايشن أنكور+.

## المشغلون

### المشغلون المدنيون
يتم تشغيل الطائرات من قبل الأفراد والشركات والمجزاء وشركات التشارتر و إدارات مشغلي الطائرات.

### المشغلون العسكريون
- سلاح الجو الكولومبي
- جيش باكستان
- القوات البرية للولايات المتحدة
- قوات مشاة بحرية الولايات المتحدة
- جيش البيرو
- القوات الجوية الإسبانية
- القوات الجوية الملكية المغربية